# 田村丕顕
田村 丕顕（たむら ひろあき、1875年（明治8年）11月29日 - 1945年（昭和20年）1月13日）は、日本の華族、海軍軍人。一関田村家14代当主。爵位は子爵。最終階級は海軍少将。アメリカ合衆国アナポリス海軍兵学校出身。

## 経歴
東京出身。父の死去により1887年4月に子爵を襲爵した。1896年にアメリカのアナポリス海軍兵学校に入学し、1900年（明治33年）6月8日、卒業。帰国後、少尉候補生となり、海軍兵学校27期生として処遇された。1901年（明治34年）8月、少尉に任官し「浅間」、「出雲」乗組。1904年（明治37年）7月、大尉に昇進し「八雲」分隊長として日本海海戦に参戦。戦後は海軍大学校乙種学生を経て、練習艦隊参謀として古賀峯一ら兵学校34期生の指導にあたる。次いで「高千穂｣砲術長、「筑波｣分隊長、「壱岐｣砲術長と実務経験を重ね東宮武官となる。
1909年（明治42年）10月、少佐に進級。以後、「明石｣、「新高｣副長、海軍省出仕兼元帥副官（井上良馨附)、第一艦隊参謀、皇族附武官（宣仁親王附）。この間、客死した駐日アメリカ合衆国大使・ジョージ・ガスリーの遺骸を米国に護送するよう命を受けて実務交渉にあたり、護送艦となった「吾妻」に同乗し、米国まで出張した。
1919年（大正8年）12月、大佐に進級。皇族附武官兼元帥副官（依仁親王附）兼軍令部出仕、「薩摩」・「三笠」・｢榛名｣の各艦長を歴任。
1924年（大正13年）12月1日、少将に昇進。横須賀防備隊司令となり、1925年（大正14年）12月16日、予備役に編入された。その後は軍事普及事務嘱託（横須賀、仙台、盛岡）、岩手県立六原青年道場道場長、大政翼賛会岩手支部常務委員、岩手県翼賛壮年団団長を務めた。

## 栄典
位階
- 1895年（明治28年）11月20日 - 従五位[4]
- 1906年（明治39年）12月21日 - 従四位[5]
- 1913年（大正2年）12月27日 - 正四位[6]
- 1931年（昭和6年）1月16日 - 正三位[7]

勲章等
- 1906年（明治39年）4月1日 - 功五級金鵄勲章・勲五等双光旭日章・明治三十七八年従軍記章[8]
- 1913年（大正2年）5月31日 – 勲四等瑞宝章[9]
- 1915年（大正4年）11月7日 - 勲三等旭日中綬章・大正三四年従軍記章[10]

## 親族
- 父 田村邦栄（陸奥一関藩主、子爵）
- 妻 貞子（佐野常民の娘）
  - 長女 岡村順子（海軍少佐岡村於菟彦(岡村輝彦五男)の妻）
    - 外孫 岡村昭彦（ジャーナリスト）、岡村春彦（演出家）

  - 長男 田村良顕（子爵）
  - 曽孫  田村哲也（野中広務国家公安委員長のメディカルサービスプロデューサー）
- 妻 清子（寺垣猪三の次女）
- 従弟 井上成美（海軍大将・田村の父と井上の母は兄妹）
- 妹は三井家の三井壽太郞妻。